# Корнинське водосховище
Ко́рнинське водосхо́вище (інша назва — водосховище Корнино) — комплексне водосховище, що розташоване на річці Ірпінь поблизу смт Корнин (Житомирська область).

## Загальні відомості
Загальний об'єм водосховища становить 0,004 км3, площа поверхні — 115 га.
Водосховище має штучне походження та було створене задля забезпечення потреб Ірпінської осушувально-зволожувальної системи, що у Попільнянському районі Житомирської області.
У листопаді 2016 року було проведено найбільше за кілька останніх десятиліть зариблення водосховища. До водойми випущено 150-грамового зарибка товстолобика, коропа, білого амура та судака. Повторне зариблення було здійснене 17 березня 2019 року — до Корнинського та Лісового водосховищ було завезено 346 тис. екземплярів риби з Ізюмського району Харківської області, зокрема 47 тис. коропів, 230 тис. товстолобів, 23 тис. екземплярів білого амура та 64 тис. екземплярів інших водних ресурсів.